# Where Is Warehouse Mouse?
Where Is Warehouse Mouse? es una serie estadounidense creada por Rick Gitelson en los años 2009 y 2010, transmitida por Disney Junior. Es una coproducción de Zydeco Productions. La serie estrenada el 24 de agosto de 2009, finalizada el 2 de febrero de 2010 y se divide en 1 temporada.
La localización de la serie es en Nueva Orleans, Luisiana, Estados Unidos. La voz fue hecha por Kevin Carlson.

## Sinopsis
Where Is Warehouse Mouse? trata sobre un ratoncito que vive aventuras dentro del taller de Los Imaginadores.

## Reparto
| Personaje             | Voz           | Doblaje              |
| --------------------- | ------------- | -------------------- |
| Ratoncito del almacén | Kevin Carlson | Rolando de la Fuente |

- Ratoncito del almacén: es un ratón de color marrón, pelo naranja, orejas redondas, ojos chiquitos, nariz mediana, una pequeña boca (a veces la mueve), patas pequeñas. Vive atrás de la pared donde hay granajes grandes. Su familia es: Mamá ratón/Ratón de la granja (primo)/Gouda (sobrina bebé).

## Temporadas
| Temporada | Temporada | Episodios | Emisión              | Emisión              |
| Temporada | Temporada | Episodios | Estreno              | Final                |
| --------- | --------- | --------- | -------------------- | -------------------- |
|           | 1         | 10        | 24 de agosto de 2009 | 2 de febrero de 2010 |

## Episodios

### Temporada 1 (2009/10)
La 1ª temporada del sitcom Estadounidense "Where Is Warehouse Mouse?" transmitida en el canal Disney Junior inició el 24 de agosto de 2009 y terminó el 2 de febrero de 2010.

## Lista de episodios
| Serie # | Temp. # | Título            | Estreno                  | Cod.de producción |
| ------- | ------- | ----------------- | ------------------------ | ----------------- |
| 1       | 1       | Clock Shock       | 24 de agosto de 2009     | 101               |
| 2       | 2       | Hammock Time      | 31 de agosto de 2009     | 102               |
| 3       | 3       | Going Bananas     | 7 de septiembre de 2009  | 103               |
| 4       | 4       | Fly Away          | 14 de septiembre de 2009 | 104               |
| 5       | 5       | Balloon           | 2009                     | 105               |
| 6       | 6       | Big Cheese        | 28 de septiembre de 2009 | 106               |
| 7       | 7       | Can Can't         | 27 de agosto de 2009     | 107               |
| 8       | 8       | Stuck On Me       | 18 de enero de 2010      | 108               |
| 9       | 9       | Picture Problem   | 25 de enero de 2010      | 109               |
| 10      | 10      | Going On Vacation | 2 de febrero de 2010     | 110               |